# 玉野市立玉中学校
玉野市立玉中学校（たまのしりつ たまちゅうがっこう）は、岡山県玉野市奥玉一丁目にある公立中学校。

## 沿革
- 1947年（昭和22年） - 玉野市立第二中学校として設立。
- 1948年（昭和23年） - 旧三井造船所青年学校校舎に移転。
- 1950年（昭和25年） - 玉野市立玉中学校と改称。
- 1951年（昭和26年） - 現在地に新校舎が竣工。

## 校訓
- あたたかく きびしく たくましく

## 部活動
- 陸上競技部
- ソフトテニス部
- バレーボール部（女子）
- バスケットボール部（男子）
- 卓球部
- 吹奏楽部
- 美術部
- ボランティア部

## 通学区域が隣接している学校
- 玉野市立日比中学校
- 玉野市立荘内中学校
- 玉野市立宇野中学校
- （香川県）直島町立直島中学校 （海を挟んで隣接。）